# Live Phish Volume 3
Live Phish Volume 3 è un album dal vivo dei Phish, pubblicato il 18 settembre 2001 (insieme ai Volumi 1, 2, 4 e 5 della serie Live Phish) dalla Elektra Records.
Il concerto fu tenuto al Darien Lake Performing Arts Center (nello stato di New York) la sera del 14 settembre 2000. Si tratta di una delle ultime performance dei Phish, tenuta 3 settimane prima dell'annuncio ufficiale che la band si sarebbe presa un periodo di pausa (che durerà oltre 2 anni).
Il concerto è ricordato soprattutto per le tre lunghe improvvisazioni Darien Jam: la prima - di genere funk - è attaccata al finale del brano Suzy Greenberg, cosa assai inusuale per i Phish. La seconda e la terza improvvisazione seguono rispettivamente il finale delle cover Drowned (degli Who, dal disco Quadrophenia) e Crosseyed and Painless (dei Talking Heads, dal disco Remain in Light), quest'ultima cantata dal batterista Jon Fishman.
Questo è il Volume più breve della serie Live Phish (il più lungo è invece il Vol. 16). Il concerto venne diviso in 2 successive uscite (o "set") e terminò con 3 bis.

## Tracce

### Disco 1
Primo set:
1. Punch You in the Eye
2. Reba
3. Albuquerque
4. Carini
5. The Oh Kee Pa Ceremony
6. Suzy Greenberg
7. Darien Jam #1

### Disco 2
Secondo set:
1. Drowned
2. Darien Jam #2
3. Crosseyed and Painless
4. Darien Jam #3
5. Dog-Faced Boy

### Disco 3
Continuazione del secondo set:
1. Prince Caspian
2. Loving Cup

Eseguiti come bis:
1. Driver
2. The Inlaw Josie Wales
3. Sample in a Jar